# Lisvórion
Lisvórion är en ort i Grekland.   Den ligger i prefekturen Nomós Lésvou och regionen Nordegeiska öarna, i den östra delen av landet, 250 km nordost om huvudstaden Aten. Lisvórion ligger 139 meter över havet och antalet invånare är 408. Den ligger på ön Lesbos.
Terrängen runt Lisvórion är huvudsakligen kuperad, men norrut är den platt. Havet är nära Lisvórion åt nordväst. Runt Lisvórion är det ganska glesbefolkat, med 38 invånare per kvadratkilometer. Närmaste större samhälle är Polichnítos, 4,1 km sydväst om Lisvórion. == Kommentarer ==
1. ↑  Framräknat ur höjduppgifter (DEM 3") från Viewfinder Panoramas.[2] Mer om algoritmen finns här: Användare:Lsjbot/Algoritmer.
2. ↑  Framräknat ur variansen i alla höjduppgifter (DEM 3") från Viewfinder Panoramas, inom 10 km radie.[2] Mer om algoritmen finns här: Användare:Lsjbot/Algoritmer.